# Fraomário
Fraomário (em latim: Fraomarius) foi um rei alamano ativo na segunda metade do século IV. Foi feito rei dos bucinobantes perto de Mogoncíaco pelo imperador Valentiniano I (r. 364–375), em sucessão a Macriano. Apesar disso, foi logo depois transferido à Britânia com a posição de tribuno de uma unidade de alamanos.